# Marguerite Volant
Marguerite Volant är en kanadensisk (quebekisk) dramaserie från 1996. Serien vann Silver Sipa för bästa drama 1997.

## Handling
När fördraget i Paris undertecknas 1763 blir de franska kolonisterna i Nya Frankrike undersåtar till det brittiska imperiet. Marguerite Volants värld förändras, och hon kämpar för att behålla sitt hem, arv och ära. 
Kapten James Elliot Chase, befälhavare för de brittiska trupperna på plats, får syn på henne, och förälskar sig i henne vid första ögonkastet. Hon besvarar inte hans känslor men efter många bakslag ter sig framtiden ändå ljus.

## Rollista i urval
- Catherine Sénart – Marguerite Volant
- Michael Sapieha – James Elliot Chase
- Normand D'Amour – Laval Chevigny
- Phillipe Cousineau – Antoine de Courval
- Veronique Le Flaguais – Isabeau de Rouville
- Gilbert Sicotte – Claude Volant
- Pascale Bussieres – Eleanore Volant
- Stéphane Gagnon – Lambert Volant
- Angele Coutu – Eugénie Beaubassin
- Jean-Emery Gagnon – Vincent Léry
- Pierre Curzi – Renaud Larochelle
- Benoît Dagenais – Père Godefroy Volant
- Pascale Montpetit – Jeanne Letellier
- Benoît Briére – Blaise Melancon